# Državno prvenstvo po chokej na led
Državno prvenstvo po chokej na led (bulharsky Държавно първенство по хокей на лед, česky: Státní mistrovství v ledním hokeji) je nejvyšší profesionální hokejovou ligou v Bulharsku, a pořádá ji Bulgarian Ice Hockey Federation. Většinu její existence ji hrály týmy sídlící v hlavním městě. Sezónu 2022-23 hraje celkem 6 mužstev ze Sofie. Dlouhou tradici mají v Bulharsku tři hokejové kluby (CSKA Sofie a Slavie Sofie byly založeny v roce 1948 a Levski Sofie v roce 1953).

## Vítězové
Seznam vítězů jednotlivých ročníků ligy
| - 1952 Chervena Zvezda Sofia - 1953 HK Udarnik Sofia - 1954 HK Udarnik Sofia - 1955 HK Torpedo Sofia - 1956 Chervena Zvezda Sofia - 1957 Chervena Zvezda Sofia - 1958 Nehrálo se - 1959 Chervena Zvezda Sofia - 1960 Chervena Zvezda Sofia - 1961 Chervena Zvezda Sofia - 1962 Chervena Zvezda Sofia - 1963 Chervena Zvezda Sofia - 1964 CDNA Sofia - 1965 PHC CSKA EAD Sofia - 1966 PHC CSKA EAD Sofia - 1967 PHC CSKA EAD Sofia - 1968 Metallurg Pernik - 1969 PHC CSKA EAD Sofia - 1970 HK Krakra Pernik - 1971 PHC CSKA EAD Sofia - 1972 PHC CSKA EAD Sofia - 1973 PHC CSKA EAD Sofia - 1974 PHC CSKA EAD Sofia - 1975 PHC CSKA EAD Sofia - 1976 Levski-Spartak Sofia - 1977 Levski-Spartak Sofia - 1978 Levski-Spartak Sofia - 1979 Levski-Spartak Sofia - 1980 Levski-Spartak Sofia |  | - 1981 Levski-Spartak Sofia - 1982 Levski-Spartak Sofia - 1983 PHC CSKA EAD Sofia - 1984 PHC CSKA EAD Sofia - 1985 HK Slavia Sofia - 1986 PHC CSKA EAD Sofia - 1987 HK Slavia Sofia - 1988 HK Slavia Sofia - 1989 Levski-Spartak Sofia - 1990 Levski-Spartak Sofia - 1991 HK Slavia Sofia - 1992 HK Levski Sofia - 1993 HK Slavia Sofia - 1994 HK Slavia Sofia - 1995 HK Levski Sofia - 1996 HK Slavia Sofia - 1997 HK Slavia Sofia - 1998 HK Slavia Sofia - 1999 HK Levski Sofia - 2000 HK Slavia Sofia - 2001 HK Slavia Sofia - 2002 HK Slavia Sofia - 2003 HK Levski Sofia - 2004 HK Slavia Sofia - 2005 HK Slavia Sofia - 2006 Akademika Sofia - 2007 Akademika Sofia - 2008 HK Slavia Sofia - 2009 HK Slavia Sofia |  | - 2010 HK Slavia Sofia - 2011 HK Slavia Sofia - 2012 HK Slavia Sofia - 2013 HK CSKA Sofia - 2014 HK CSKA Sofia - 2015 HK CSKA Sofia - 2016 Irbis-Skate SK Sofia - 2017 Irbis-Skate SK Sofia - 2018 Irbis-Skate SK Sofia - 2019 Irbis-Skate SK Sofia - 2020 Irbis-Skate SK Sofia - 2021 Irbis-Skate SK Sofia - 2022 NSA Sofia |

## Počty titulů
| Počet titulů | Klub                                                      | Rok zisku titulů |
| ------------ | --------------------------------------------------------- | --- |
| 24           | HK CSKA Sofia CDNA Sofia (1948-1964) Cherveno zname Sofia | 1952, 1956, 1957, 1959, 1960, 1961, 1962, 1963, 1964, 1965, 1966, 1967, 1969, 1971, 1972, 1973, 1974, 1975, 1983, 1984, 1986, 2013, 2014, 2015 |
| 21           | HK Slavia Sofia HK Udarnik Sofia (1951-1957)              | 1953, 1954, 1985, 1987, 1988, 1991, 1993, 1994, 1996, 1997, 1998, 2000, 2001, 2002, 2004, 2005, 2008, 2009, 2010, 2011, 2012                   |
| 13           | HK Levski Sofia Levski-Spartak Sofia (1969-1990)          | 1976, 1977, 1978, 1979, 1980, 1981, 1982, 1989, 1990, 1992, 1995, 1999, 2003                                                                   |
| 6            | Irbis-Skate SK Sofia                                      | 2016, 2017, 2018, 2019, 2020, 2021 |
| 2            | Akademika Sofia                                           | 2006, 2007 |
| 1            | HK Krakra Pernik                                          | 1968, 1970 |
| 1            | Torpedo Sofia                                             | 1955 |
| 1            | NSA Sofia                                                 | 2022 |